# Burutu (Schiff)
Die Burutu (I) war ein 1902 in Dienst gestelltes Passagierschiff der britischen Reederei Elder Dempster & Company. Der Dampfer sank am 3. Oktober 1918 nach einer Schiffskollision in der Irischen See, wobei 148 Passagiere und Besatzungsmitglieder ums Leben kamen.

## Das Schiff
Das 3.863 BRT große Dampfschiff Burutu wurde 1902 im Glasgower Stadtteil Linthouse auf der Werft Alexander Stephen and Sons gebaut. Das Schiff lief am 11. Februar 1902 mit der Baunummer 394 vom Stapel und wurde im Mai desselben Jahres fertiggestellt. Der Rumpf war 109,7 Meter lang, 13,5 Meter breit und hatte einen maximalen Tiefgang von 4,36 Metern.
Die Dreifachexpansions-Dampfmaschine leistete 525 nominale Pferdestärken und beschleunigte das Schiff auf eine maximale Geschwindigkeit von 14 Knoten. Die Burutu hatte einen einzelnen Propeller, einen Schornstein und zwei Masten.
Das Schiff wurde für die 1852 gegründete Reederei Elder Dempster & Company Limited (oft abgekürzt Elder Dempster Lines) gebaut, die sich auf den Passagier- und Frachtverkehr zu den Vereinigten Staaten und Kanada, aber auch zu ferneren Zielen wie Afrika, die Karibik, die Kanarischen Inseln und Indien spezialisiert hatte. Sitz der Reederei war London, aber der Heimathafen der Burutu war Liverpool. Die Burutu wurde für den Westafrika-Service eingesetzt und lief Häfen in Sierra Leone und Nigeria an. Sie transportierte Passagiere, Fracht und Post. Das Schiff wurde nach einer Ortschaft im nigerianischen Bundesstaat Delta benannt.

## Untergang
Am Donnerstag, dem 3. Oktober 1918 näherte sich die Burutu der Insel Anglesey in der Irischen See. Sie kam mit 114 Passagieren und 98 Besatzungsmitgliedern sowie Post und Fracht unter dem Kommando von Kapitän Frederick Austin Blythe aus Freetown (Sierra Leone) und befand sich auf Weg nach Liverpool.
Der Kurs der einfahrenden Burutu kreuzte sich mit dem der ausfahrenden City of Calcutta (7.653 t), einem Frachtdampfer der britischen Ellerman’s City Line, der sich auf dem Weg von Manchester nach Montreal befand. An Bord der City of Calcutta befanden sich 156 Mannschaftsmitglieder. Die beiden Schiffe fuhren in unterschiedlichen Konvois und waren gemäß den Vorschriften der britischen Admiralität aufgrund der U-Boot-Gefahr abgedunkelt und somit schwer erkennbar.
Es war dunkel, regnerisch und stürmisch. Um 23.00 Uhr kam es 25 Seemeilen südwestlich von Bardsey Island an der Spitze der Lleyn-Halbinsel zur Kollision. Der Steven der City of Calcutta bohrte sich in die Backbordseite des Passagierdampfers, der schnell voll lief und wenige Minuten nach dem Zusammenstoß sank. 148 Passagiere und Besatzungsmitglieder, darunter Kapitän Blythe, kamen bei dem Unglück ums Leben. Bei der folgenden gerichtlichen Untersuchung des Untergangs wurde Fahrlässigkeit ausgeschlossen. Laut dem Urteil von Richter Hill waren die Dunkelheit und das Einhalten der Befehle der Admiralität die Unglücksursache.